# تصفيات أمريكا الشمالية لكأس العالم 2010 – الدور الثاني
هذه الصفحة تقدم ملخصات مباريات الدور الثاني من تصفيات قارة أمريكا الشمالية المؤهلة إلى بطولة كأس العالم لكرة القدم 2010 في جنوب أفريقيا . أفضل 13 منتخب في التصنيف الشهري الذي أصدره الاتحاد الدولي لكرة القدم في مايو 2007 تتنافس مع 11 منتخب فائز في الدور الأول . أجريت القرعة في 25 نوفمبر 2007 في ديربان , جنوب أفريقيا .

## الطريقة
في هذ الدور سيخرج 12 منتخب من أصل 24 منتخب متنافس . ستجرى 12 مواجهة حيث سيتأهل الفائزون إلى الدور الثالث . جميع المواجهات ستلعب بطريقة الذهاب والإياب . جميع المواجهات ستوزع على 3 مجموعات تحتوي على 4 منتصرين محتملين .

## المجموعة 1

### المجموعة 1أ
| الولايات المتحدة | 8 – 0 | باربادوس |
| --- | ----- | -------- |
| كلينت ديمبسي 1'، 63' · ميكائيل برادلي 12' · بريان تشينغ 20'، 89' · لاندون دونوفان 59' · إيدي جونسون 82' · داريل فيرغسون 86' (بالخطأ) | تقرير |          |

| باربادوس | 0 – 1 | الولايات المتحدة |
| -------- | ----- | ---------------- |
|          | تقرير | إيدي لويس 21'    |

فاز منتخب الولايات المتحدة 9-0 في مجموع المباراتين وتأهل إلى الدور الثالث .

### المجموعة 1ب
| غواتيمالا                                                                          | 6 – 0 | سانت لوسيا |
| ---------------------------------------------------------------------------------- | ----- | ---------- |
| ماريو رافاييل رودريغيز 6' · كارلوس رويز 36'، 40'، 58'، 90+3' · أبنر تريغيروس 90+1' | تقرير |            |

| سانت لوسيا     | 1 – 3 | غواتيمالا                                   |
| -------------- | ----- | ------------------------------------------- |
| كنوين مكفي 45' | تقرير | غونزالو روميرو 24'، 43' · أبنر تريغيروس 86' |

فاز منتخب غواتيمالا 9-1 في مجموع المباراتين وتأهل إلى الدور الثالث .

### المجموعة 1ج
| ترينيداد وتوباغو | 1 – 2 | برمودا                 |
| ---------------- | ----- | ---------------------- |
| ستيرن جون 22'    | تقرير | جون باري نوسوم 8'، 40' |

| برمودا | 0 – 2 | ترينيداد وتوباغو                |
| ------ | ----- | ------------------------------- |
|        | تقرير | داريل روبرتس 9' · ستيرن جون 66' |

فاز منتخب ترينيداد وتوباغو 3-2 في مجموع المباراتين وتأهل إلى الدور الثالث .

### المجموعة 1د
| أنتيغوا وباربودا                    | 3 – 4 | كوبا                                                       |
| ----------------------------------- | ----- | ---------------------------------------------------------- |
| كيري سكيبل 9'، 13' · تايو سيمون 81' | تقرير | خين فالنسيا 10'، 74' · خيمي كولومي 22' · ليونيل دوارتي 85' |

| كوبا                                               | 4 – 0 | أنتيغوا وباربودا |
| -------------------------------------------------- | ----- | ---------------- |
| روبيرتو ليناريس 10'، 45+2'، 53' · خينيل ماركيز 69' | تقرير |                  |

فاز منتخب كوبا 8-3 في مجموع المباراتين وتأهل إلى الدور الثالث .

## المجموعة 2

### المجموعة 2أ
| بليز | 0 – 2 | المكسيك                                           |
| ---- | ----- | ------------------------------------------------- |
|      | تقرير | كارلوس فيلا 66' · جاريد بورغيتي 90+2' (ركلة جزاء) |

| المكسيك | 7 – 0 | بليز |
| --- | ----- | ---- |
| كارلوس فيلا 7' · أندريس غواردادو 33' · فرناندو أرسي 45+1'، 48' · جاريد بورغيتي 62'، 90+4' · تريفور لينين 90+2' (بالخطأ) | تقرير |      |

فاز منتخب المكسيك 9-0 في مجموع المباراتين وتأهل إلى الدور الثالث .

### المجموعة 2ب
| جامايكا | 7 – 0 | جزر البهاما |
| --- | ----- | ----------- |
| ريكاردو غاردنر 17' · ديمار فيليبس 23' · مارلون كينج 34' · لوتون شيلتون 51'، 66' · إيان غوديسون 75' · عمر دالي 89' | تقرير |             |

| جزر البهاما | 0 – 6 | جامايكا                                                                           |
| ----------- | ----- | --------------------------------------------------------------------------------- |
|             | تقرير | ديون بورتون 29'، 56' · لوتون شيلتون 35'، 38' (ركلة جزاء)، 43' · تايرون مارشال 40' |

فاز منتخب جامايكا 13-0 في مجموع المباراتين وتأهل إلى الدور الثالث .

### المجموعة 3ج
| هندوراس                                                              | 4 – 0 | بورتوريكو |
| -------------------------------------------------------------------- | ----- | --------- |
| خوليو سيزار دي ليون 25' · ويلسون بلاسيوس 51' · ديفد سوازو 52'، 90+2' | تقرير |           |

| بورتوريكو                             | 2 – 2 | هندوراس                             |
| ------------------------------------- | ----- | ----------------------------------- |
| كريس ميغالوديس 32' · بيتر فيليغاس 41' | تقرير | ديفد سوازو 23' · ويلسون بلاسيوس 52' |

فاز منتخب هندوراس 6-2 في مجموع المباراتين وتأهل إلى الدور الثالث .

### المجموعة 2د
| سانت فينسنت والغرينادين | 0 – 3 | كندا                                         |
| ----------------------- | ----- | -------------------------------------------- |
|                         | تقرير | إيسي ناكاجيما فاران 32' · علي غيربا 43'، 88' |

| كندا                                           | 4 – 1 | سانت فينسنت والغرينادين |
| ---------------------------------------------- | ----- | ----------------------- |
| دواين دي روزاريو 29'، 50' · علي غيربا 38'، 63' | تقرير | مارلون جيمس 76'         |

فاز منتخب كندا 7-1 في مجموع المباراتين وتأهل إلى الدور الثالث .

## المجموعة 3

### المجموعة 3أ
| غرينادا                              | 2 – 2 | كوستاريكا                             |
| ------------------------------------ | ----- | ------------------------------------- |
| باتريك موديست 20' · جيسون روبرتس 27' | تقرير | أرماندو ألونسو 42' · فيكتور نونيز 75' |

| كوستاريكا                                                 | 3 – 0 | غرينادا |
| --------------------------------------------------------- | ----- | ------- |
| ألفارو سابوريو 17' · برايان رويز 30' · راندال أزوفيفا 89' | تقرير |         |

فاز منتخب كوستاريكا 5-2 في مجموع المباراتين وتأهل إلى الدور الثالث .

### المجموعة 3ب
| سورينام              | 1 – 0 | غيانا |
| -------------------- | ----- | ----- |
| كليفتون ساندفليت 52' | تقرير |       |

| غيانا                | 1 – 2 | سورينام                                          |
| -------------------- | ----- | ------------------------------------------------ |
| نايجل كودرينغتون 84' | تقرير | جيرمين سيرجيو فان ديك 11' · كليفتون ساندفليت 36' |

فاز منتخب سورينام 3-1 في مجموع المباراتين وتأهل إلى الدور الثالث .

### المجموعة 3ج
| بنما            | 1 – 0 | السلفادور |
| --------------- | ----- | --------- |
| لويس تيخادا 21' | تقرير |           |

| السلفادور                                                 | 3 – 1 | بنما                  |
| --------------------------------------------------------- | ----- | --------------------- |
| إيليسيو كوينتانايلا 70'، 83' (ركلة جزاء) · لويس أنايا 87' | تقرير | خوسيه لويس غارسيس 14' |

فاز منتخب السلفادور 3-2 في مجموع المباراتين وتأهل إلى الدور الثالث .

### المجموعة 3د
| هايتي | 0 – 0 | جزر الأنتيل الهولندية |
| ----- | ----- | --------------------- |
|       | تقرير |                       |

| جزر الأنتيل الهولندية | 0 – 1 | هايتي                    |
| --------------------- | ----- | ------------------------ |
|                       | تقرير | يوجين مارثا 77' (بالخطأ) |

فاز منتخب هايتي 1-0 في مجموع المباراتين وتأهل إلى الدور الثالث .

## الهدافون
اسم اللاعب الغامق معناه أن منتخب بلاده تأهل إلى الدور الثالث . تم تسجيل 90 هدف في 24 مباراة بمعدل 3,75 هدف في المباراة الواحدة .
5 أهداف
- لوتون شيلتون

4 أهداف
| - علي غيربا | - كارلوس رويز |  |

3 أهداف
| - روبيرتو ليناريس | - ديفد سوازو | - جاريد بورغيتي |

هدفين
| - كيري سكيبل - جون باري نوسوم - دواين دي روزاريو - خين فالنسيا - إيليسيو كوينتانايلا | - غونزالو روميرو - أبنر تريغيروس - ويلسون بلاسيوس - ديون بورتون - كارلوس فيلا | - فرناندو أرسي - كليفتون ساندفليت - ستيرن جون - بريان تشينغ - كلينت ديمبسي |

هدف
| - تايو سيمون - إيسي ناكاجيما فاران - ألفارو سابوريو - أرماندو ألونسو - برايان رويز - راندال أزوفيفا - فيكتور نونيز - خيمي كولومي - ليونيل دوارتي - خينيل ماركيز - لويس أنايا - جيسون روبرتس | - باتريك موديست - ماريو رافاييل رودريغيز - نايجل كودرينغتون - خوليو سيزار دي ليون - ديمار فيليبس - إيان غوديسون - مارلون كينج - عمر دالي - ريكاردو غاردنر - تايرون مارشال - أندريس غواردادو - لويس تيخادا | - خوسيه لويس غارسيس - كريس ميغالوديس - بيتر فيليغاس - كنوين مكفي - مارلون جيمس - جيرمين سيرجيو فان ديك - داريل روبرتس - إيدي جونسون - إيدي لويس - لاندون دونوفان - ميكائيل برادلي |

هدف عكسي
| - داريل فيرغسون (لصالح الولايات المتحدة) | - تريفور لينين (لصالح المكسيك) | - يوجين مارثا (لصالح هايتي) 1. |